# Scuola preparatoria delle Accademie delle Forze Armate
La Scuola preparatoria delle Accademie delle Forze Armate (thai: โรงเรียนเตรียมทหาร, รร.ตท., inglese Armed Forces Academies Preparatory School, AFAPS), è una scuola militare thailandese maschile che provvede ad un'educazione equivalente agli ultimi tre anni delle scuole superiori (dai 10 ai 12 anni).

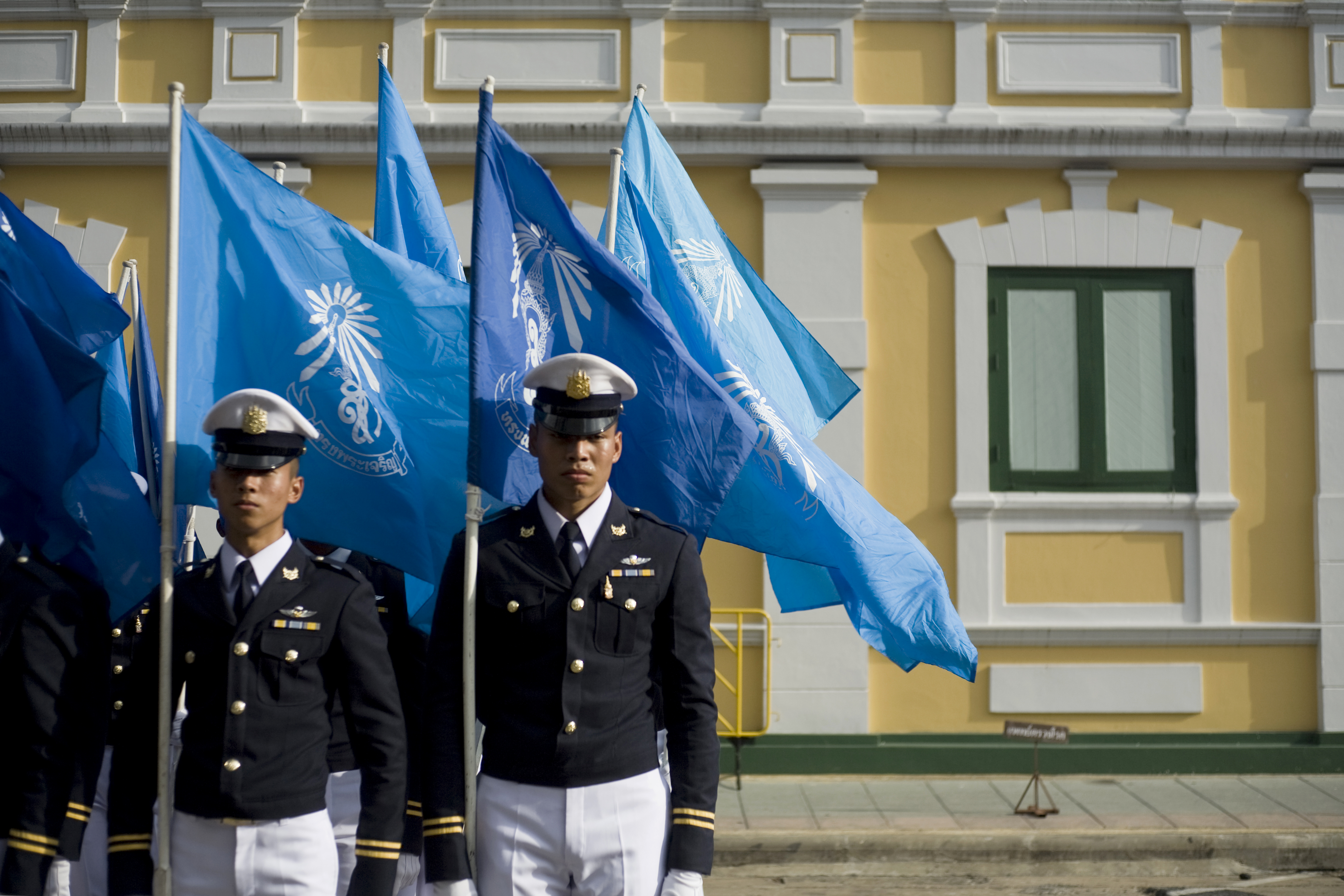
Alcuni giovani cadetti della scuola

Situato nella provincia di Nakhon Nayok, è un'istituzione di punta del quartier generale delle forze armate tailandesi. Il curriculum è composto da accademici rigorosi, addestramento militare e attività fisiche intensive. I cadetti che riescono a diplomarsi guadagnano automaticamente l'accesso alla Reale Accademia Militare di Chulachomklao, alla Reale Accademia Navale di Thailandia, alla Reale Accademia Aeronautica di Thailandia o alla Reale Accademia di Polizia di Thailandia. L'ammissione ad AFAPS è altamente selettiva. Il numero di candidati all'anno supera i 70.000, di cui ne vengono accettati solo 600, rendendo il tasso di accettazione generale inferiore all'uno per cento. Il diploma presso questa scuola è considerata un grande successo per i giovani thailandesi. Ne sono usciti personaggi come il premier Thaksin Shinawatra ed il comandante dell'esercito Sonthi Boonyaratglin.
L'accademia sostiene le tradizioni e le cerimonie di studenti buddisti, musulmani e cristiani.

## Storia
Il Ministero della Difesa thailandese istituì la scuola il 27 gennaio 1958 consolidando le scuole preparatorie del Regio Esercito, della Regia Marina e della Regia Aeronautica di Thailandia. Era precedentemente sita vicino al parco Lumphini di Bangkok, per poi trasferirsi, nel 2000, presso un nuovo sito di 4 km² nella provincia di Nakhon Nayok.